# Havstovan
Havstovan er det færøske institut, hvor man forsker i havets forunderlige verden. 
Hjalti í Jákupsstovu, daværende chef for Havstovan, var i 2009 kåret Årets Leder på Færøerne indenfor det offentlige.